# Дадес
Дадѐс е река в Централно Мароко с дължина около 150 km. Тя извира от Висок Атлас северно от град Мсемрир, тече на югозапад между Висок Атлас и Антиатлас и се влива в река Драа при град Уарзазат. В горното си течение реката преминава през дълбок и живописен пролом, посещаван от голям брой туристи.